# 1801 en Italie
Chronologie de l'Italie
- 1797
- 1798
- 1799
- 1800
- 1801
- 1802
- 1803
- 1804
- 1805

## Événements
- 4 janvier :  Brune passe l'Adige à Bussolengo  les Autrichiens se replient vers l'est[1].
- 16 janvier : le général Brune signe en vainqueur l'armistice de Trévise qui oblige les Autrichiens à se retirer au-delà de Tagliamento[2].
- 9 février : traité de Lunéville entre la France et l'Autriche à propos de l'Italie, ratifiant les conditions du traité de Campoformio ; l'Autriche ne conserve en Italie que la Vénétie[2].
- 18 février : armistice de Foligno[2]. Fin de la République parthénopéenne. La reconquête de l'Italie par les Français s'achève par la prise de Naples[3].
- 21 mars : signature du traité d'Aranjuez entre la entre la république française et le royaume d'Espagne représentées respectivement par Lucien Bonaparte et Manuel Godoy[4]. L'accord global confirme les termes du traité de San Ildefonso du 1er octobre 1800 au sujet notamment de la création du royaume d'Étrurie : 
  - Ferdinand Ier, le duc Bourbon de Parme, remet le duché de Parme (avec Plaisance et Guastalla) à la France.
  - Louis, le fils de Ferdinand reçoit le grand-duché de Toscane, qui devient le royaume d'Étrurie.
  - La partie de l'île d'Elbe appartenant à la Toscane revient à la France, en compensation, la principauté de Piombino en Toscane et l'état des Présides sont cédés par la France à Louis.
  - En cas de défaillance de la succession de Louis, les droits au trône de la Toscane reviennent à la famille royale espagnole.
  - L'indemnisation conjointe par la France et l'Espagne du duc Ferdinand pour la renonciation au duché de Parme.
- 28 mars : signature du traité de Florence entre la France et le royaume de Naples mettant fin aux hostilités entre ces deux nations durant la guerre de la Deuxième Coalition[2]. Naples cède à la France la partie napolitaine de l'île d'Elbe, qui devient ainsi entièrement française, ainsi que la principauté de Piombino, sur laquelle elle n'avait pourtant aucun droit, et l'État des Présides. Ces derniers sont rétrocédés au royaume d'Étrurie.

## Culture

### Opéras créés en 1801
- 21 avril : Ginevra di Scozia (Geneviève d'Écosse), opéra en deux actes de Giovanni Simone Mayr, livret de Gaetano Rossi, basé sur Ginevra, principessa di Scozia d'Antonio Salvi, qui lui-même s'était inspiré pour son œuvre des chants 5 et 6 d'Orlando furioso de L'Arioste, créé au Regio Teatro Nuovo de Trieste, pour l'inauguration du nouveau théâtre (aujourd'hui Teatro Verdi), avec pour interprètes principaux Teresa Bertinotti et Luigi Marchesi

## Naissances en 1801
- Mars : Girolamo Maria Marini, librettiste d'opéra. († 1867)
- 4 avril : Vincenzo Gioberti, prêtre, philosophe et homme politique libéral, l'un des théoriciens et des acteurs du Risorgimento, mort en exil à Paris. († 26 octobre 1852)
- 27 mai : Domenico Cosselli, chanteur lyrique (baryton). († 9 novembre 1855).
- 21 juin : Luigi Calamatta, peintre et graveur. († 8 mars 1869).
- 25 juin : Tito Marzocchi de Bellucci, peintre français d'origine italienne († 20 février 1871).
- 29 juin : Pietro Alfieri, prêtre catholique, moine camaldule, musicologue et professeur de chant, connu pour ses travaux en musicologie, auteur notamment de la Raccolta di Musica Sacra en sept volumes, rassemblant la musique d'église du XVIe siècle. († 12 juin 1863)
- 21 octobre : Carlo Bellosio, peintre. († 15 septembre 1849)
- 3 novembre : Vincenzo Bellini, compositeur de la période romantique, dont les opéras — notamment La sonnambula (1831), Norma (1831) et I puritani (1835) — sont parmi les plus joués du répertoire lyrique. († 23 septembre 1835).
- 23 décembre : Marco Aurelio Zani de Ferranti, 76 ans, musicien, guitariste virtuose et compositeur pour son instrument. († 28 novembre 1878).

## Décès en 1801
- 11 janvier : Domenico Cimarosa, 51 ans, compositeur de la période classique, auteur d'une soixantaine d'opéras. (° 17 décembre 1749).
- 21 mars : Andrea Lucchesi, 59 ans, compositeur, auteur d'opéras, de la musique religieuse, de la musique de chambre et des œuvres instrumentales, symphonies, sonates et concertos pour clavier. (° 23 mai 1741).
- 10 juin : Maria Teresa Cucchiari (en religion Mère Marie Thérèse de la Très Sainte Trinité), 66 ans, religieuse, fondatrice de la congrégation des Sœurs trinitaires de Rome, éducatrice, servante de Dieu (° 10 octobre 1734)
- 31 août : Nicola Sala, 88 ans, compositeur, professeur de composition et théoricien de la musique, auteur de plusieurs opéras, oratorios, messes et cantates et d'un Traité du contrepoint pratique, publié en 1794. (° 7 avril 1713).